# ナボナ

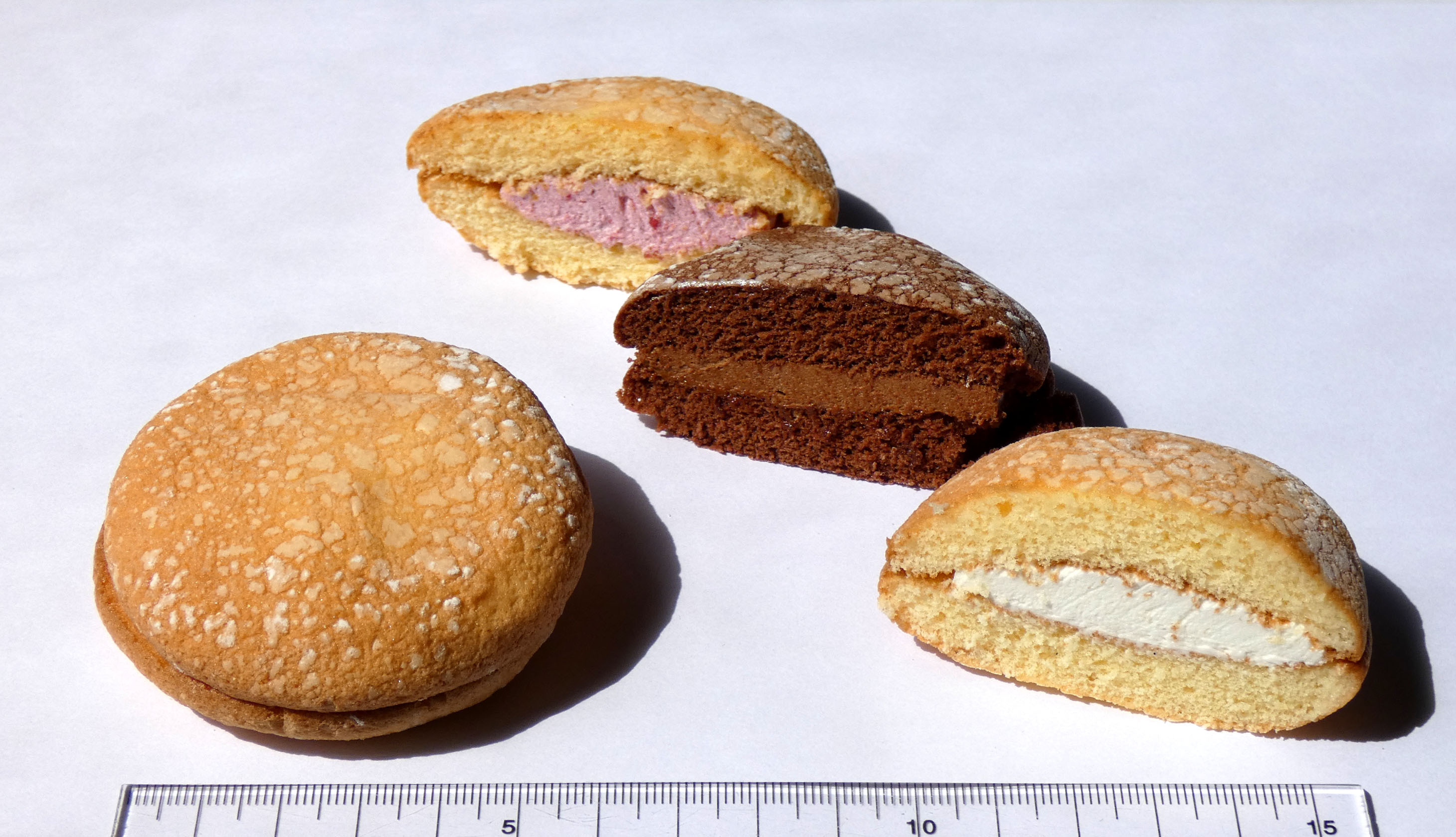
右手奥から、ミックスベリー、チョコレート、バニラ

ナボナ（欧字表記：Navona）は、日本の神奈川県横浜市に本社を置く菓子専門店・亀屋万年堂（1938年〈昭和13年〉創業）が製造販売する、和菓子風の洋菓子である。ブッセの一種。1963年（昭和38年）に誕生した、同店の定番商品。

## 開発史
ナボナは、ヨーロッパ旅行の際に現地の菓子文化に触れて感銘を受けた創業者・引地末治が、元々は和菓子一筋の職人であったことから、「どら焼きを洋風にしたら美味しいんじゃないか」という発想と「和菓子の感性を活かしながら洋菓子の楽しさにあふれた商品を創りたい」という意気込みをもって開発した商品である。「洋風どら焼き」という謳い文句があった。
名前については、南イタリアのナポリが特に末治のお気に入りであったことから「ナポリ」の名で販売していたが、商標登録を申請しようとしたところ、すでに他の菓子メーカーの商標となっていたことが判明し、やむなく断念して、同じイタリアのローマ市にある「ナボナ広場（ナヴォーナ広場）」にちなんで改名したという経緯がある。

## 商品史

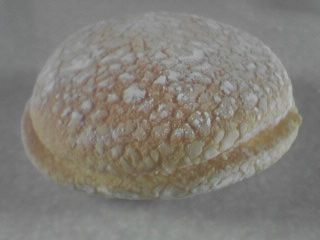
チーズナボナ

ブッセの一種であり、メレンゲたっぷりのクリームを柔らかく焼き上げたカステラで挟んでいる。発売当初の風味のバリエーションはチーズクリームとマーマレードジャムの2種類であった。2018年時点は、チーズクリーム（商品名：チーズナボナ。チーズ入り）とパイナップルクリーム（商品名：パインナボナ。パイナップル果肉入り）の2種を定番としておりチーズクリームは当初からの不動の人気ナンバーワンでラインナップから外れたことがなく、以前はコーヒー風味が3つ目の定番としてあった、他にも季節ごとの限定フレーバーを多数揃えている。定番商品の販売価格は2021年時点で162円（消費税込み）。季節限定のナボナや風味はそのままに賞味期限が60日のロングライフ版もその一つ。贅沢な食材を用いた総本店限定のナボナもある。これらのナボナは、東京銘菓、東京近辺の贈答品の定番として長く親しまれている。
1979年（昭和54年）には、包装紙が高級感のあるものに一新されている。1996年（平成8年）には、新製法「イタリアンメレンゲ」を導入し、クリームの質感を向上させている。

### お菓子のホームラン王
南関東の小さな菓子店であった亀屋万年堂とその目玉商品が全国的知名度を得たのには、「世界のホームラン王」と讃えられたプロ野球界のスーパースター・王貞治に寄与するところが大きい。読売ジャイアンツの主力選手で当時すでに実力・人気とも球界を代表する存在でもあった王が、意外にも全国的には無名の菓子店の宣伝モデルになることを快諾し、1967年（昭和42年）放映開始とされるテレビCMに出演したのである。当時は東京都内近郊に12～13店舗しかない菓子店がテレビCMを打つこと自体が異例であった。CMは王自らが台詞を担当する「ナボナはお菓子のホームラン王です」というキャッチコピーと共にお茶の間に訴求された。印象的なフレーズは創業者・末治の考案であった。このCMは南関東ローカルではなく近畿地方など他地域でも放映されていた。宣伝効果は絶大で、亀屋万年堂とナボナにとってターニングポイントになった。このCMのおかげで知名度が一躍全国区となった亀屋万年堂の売上は放映開始以前の10倍にもなったという。
宣伝モデルへの起用を王が快諾した背景には、創業者の娘婿で所属チームの先輩に当たる国松彰から依頼されたことがあるという。王は、放映開始からおよそ48年後の2015年（平成27年）4月14日、総本店の改装に合わせて「ナボナ名誉大使」（ナボナのPR大使）に就任しているが、総本店で執り行われた就任式の際、CM出演を承諾した当時を振り返って「我々のような体育会系は先輩の言葉に弱い（だから、断るという選択肢は無かった）」と語り、出席者を笑わせた。
王貞治ベースボールミュージアム（福岡ドーム〈ヤフオク!ドーム〉内にある、王貞治をテーマとした博物館）でもナボナは販売されている。また、東京ドーム内の売店では「ジャイアンツナボナ」が販売されている。こういった亀屋万年堂と日本プロ野球界のつながりは、球界引退後の1995年（平成7年）に亀屋万年堂に副社長として入社し、のちには代表取締役社長を経て会長になっている国松の人脈がもたらした、かけがえのないものであった。

## ナボナの日
亀屋万年堂は、2013年（平成25年）、主力商品であるナボナが発売50周年を迎えるにあたって、創業記念日である12月18日を「ナボナの日」に制定した（日本記念日協会認定）。

## 年表
- 1938年（昭和13年）12月18日 - 東京府東京市目黒区自由ヶ丘（現・東京都目黒区自由が丘[* 7]）にて、和菓子職人・引地末治が菓子店を創業。
- 1948年（昭和23年） - 引地末治が合資会社「亀屋万年堂」を設立。
- 1963年（昭和38年）かその前年 - ヨーロッパを旅行して洋菓子に刺激を受けた引地末治が、帰国後、洋風どら焼きの開発を始める。
- 1963年（昭和38年） - 引地末治の亀屋万年堂が洋風どら焼き「ナポリ」を発売。同年中に「ナボナ」と改名したうえで商標登録を果たす。
- 1967年（昭和42年）頃 - 亀屋万年堂は東京都内近郊にて12～13店舗を展開。
- 1967年（昭和42年）かその前年 - 亀屋万年堂創業家に入婿していた日本プロ野球・読売ジャイアンツの主軸選手・国松彰が、同チーム所属の後輩で球界のスーパースターであった王貞治に、亀屋万年堂のテレビCMへの出演を依頼し、快諾を得る。
- 1967年（昭和42年） - 王貞治選手の出演するナボナのテレビCMの放映開始。キャッチフレーズ「ナボナはお菓子のホームラン王です」と共に、亀屋万年堂とナボナの知名度が急上昇し、売上も10倍増となる。
- 1979年（昭和54年） - 亀屋万年堂が株式会社に改組。同じ年、ナボナの包装紙が高級感のあるものに一新される。
- 1996年（平成8年） - ナボナに新製法「イタリアンメレンゲ」が導入され、クリームの質感が向上する。
- 2013年（平成25年） - ナボナが発売50周年を迎える。創業記念日である12月18日を「ナボナの日」に制定。
- 2015年（平成27年）4月14日 - 王貞治が「ナボナ名誉大使」（ナボナのPR大使）に就任。